# Якоб Маріс
Якоб Гендрікус Маріс (нід. Jacob Hendricus Maris, нар. 25 серпня 1837, Гаага — пом. 7 серпня 1899, Карлові Вари) — голландський художник-імпресіоніст, графік і літограф Гаазької школи.

## Творча біографія
Якоб Маріс був старшим братом з трьох, що складали сімейство художників Маріс (Якоб, Маттейс, Віллем), і найбільш успішним з них (в той час, як найбільш талановитим вважається середній брат Маттейс Маріс). Займатися малюванням Якоб почав ще в дитячому віці. Пізніше навчався в Королівській академії красних мистецтв у Гаазі й з 1855 року — в академії в Антверпені, де навчався у Нікеза де Кейзера і Губерта ван Хове.
Свої картини Якоб Маріс писав у стилі «великих голландців» XVII століття, якими він захоплювався. Спочатку він писав сценічні, одухотворені присутністю людини, сюжети. Починаючи з 1872 року художник створює переважно пейзажі. Належав, разом зі своїми братами, до заснованої Йозефом Ізраельсом в 1870 році Гаазької художній школі, близької в творчому відношенні до французької Барбізонської школи. Тут Якоб Маріс розвиває настільки типовий для нього стиль з превалюючим небесно-сірим і коричневим кольором. Жив і працював у колонії художників в маєтку Остербек, де близько зійшовся з такими художниками як Антон Мауве, Герард Більдерс і Йоганнес Більдерс. У період з 1865 по 1871 роки Якоб Маріс живе і працює в Парижі. Потім перебирається на батьківщину в Гаагу.
Полотна Якоба Маріса виставлялися в лондонській Королівській академії мистецтв, в Единбурзі (1885), в Парижі, Брюсселі та інших містах. Художник несподівано помер під час лікування на курорті Карлсбад. Картини пензля Якоба Маріса нині зберігаються в найбільших музеях Амстердама, Гааги, Роттердама, Лондона, Сан-Франциско, Санкт-Петербурга, Бостона, Нью-Йорка, Філадельфії, Вашингтона та ін.

## Галерея

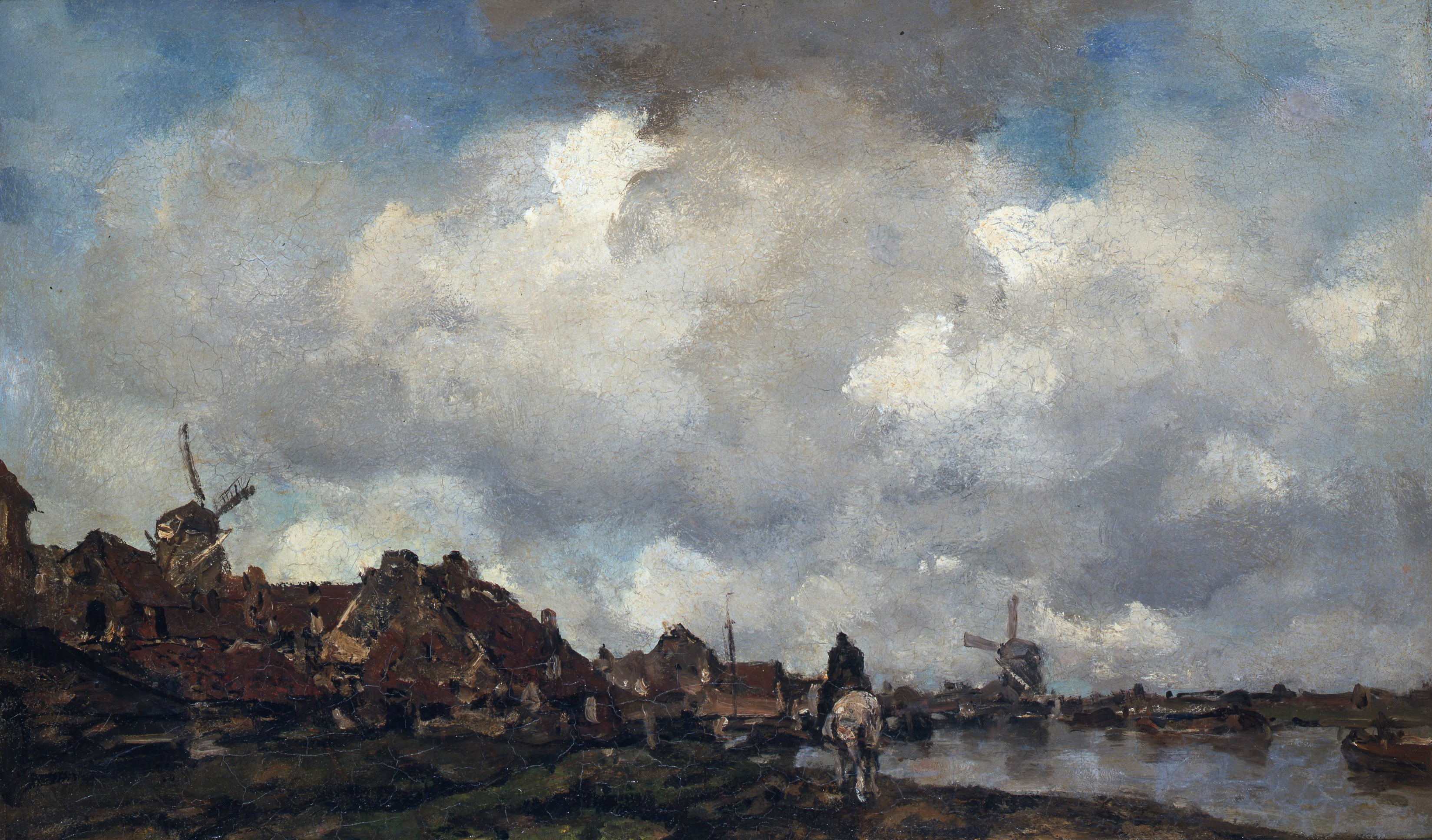
Селище поблизу Східама
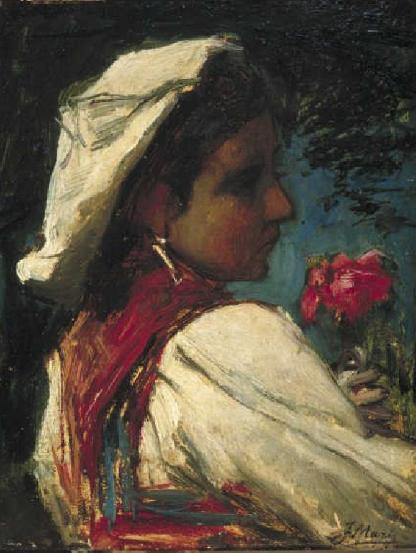
Італійка (1866)
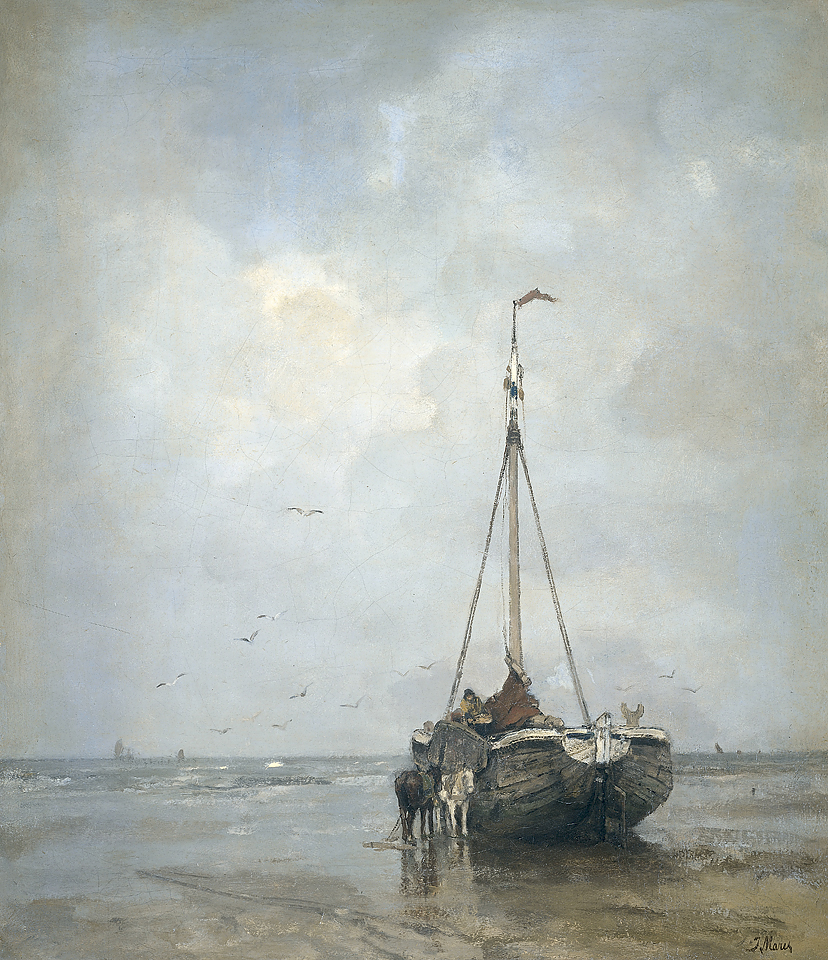
Бот на березі біля Шевенінгена
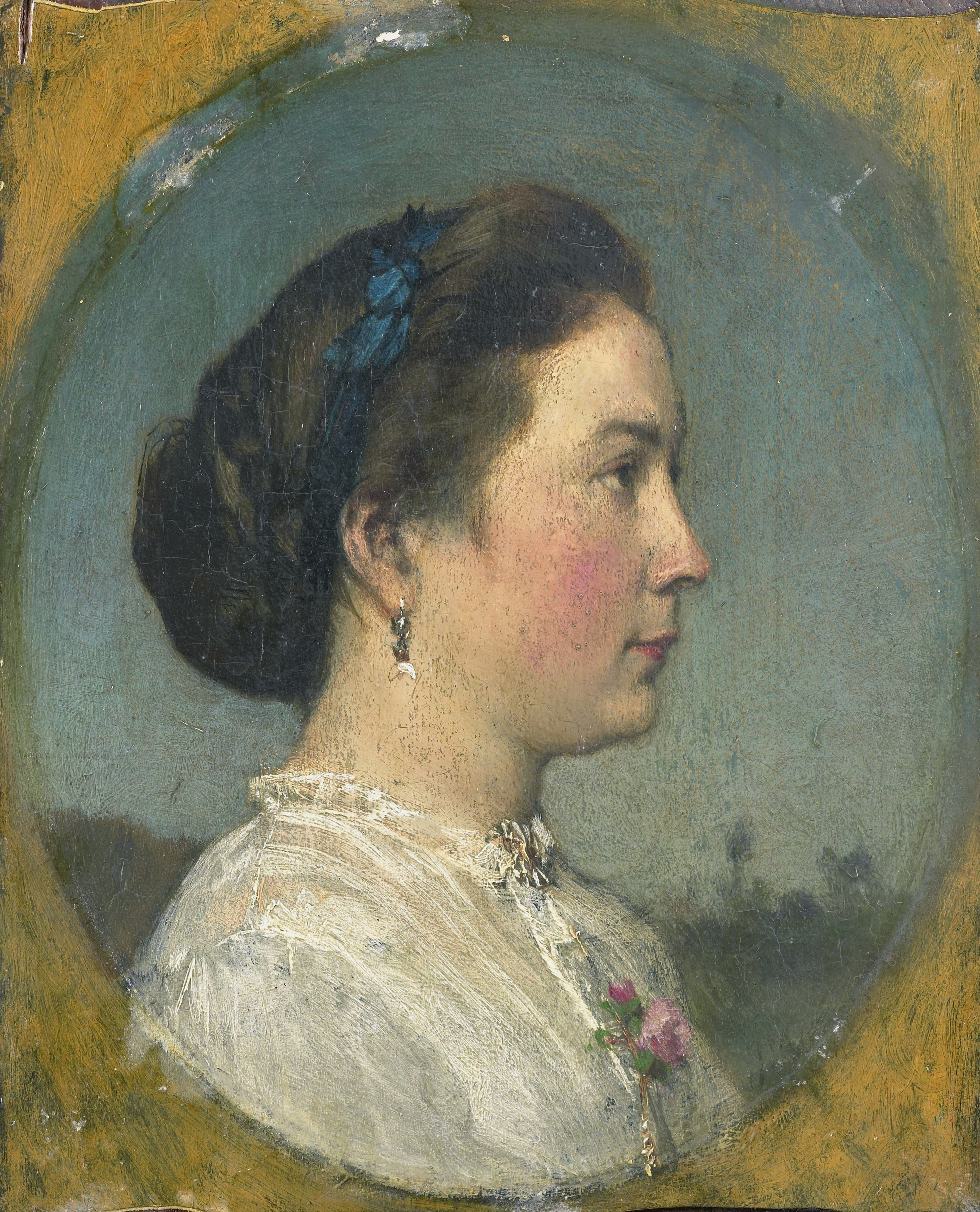
Портрет Катаріни Гендрікі Горн
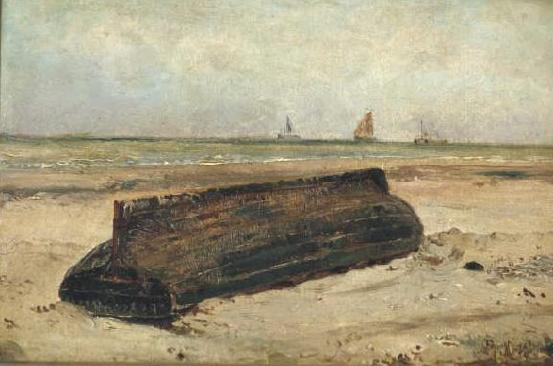
Човен на березі (1870)
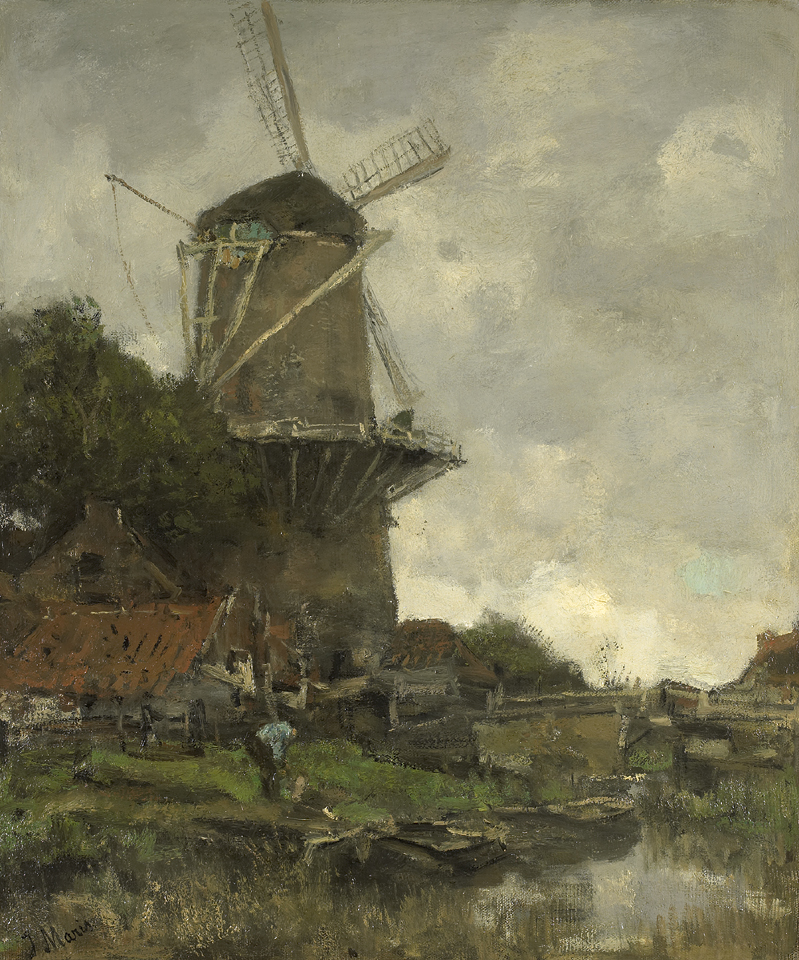
Вітряк (1880)